# Menipo de Gadara

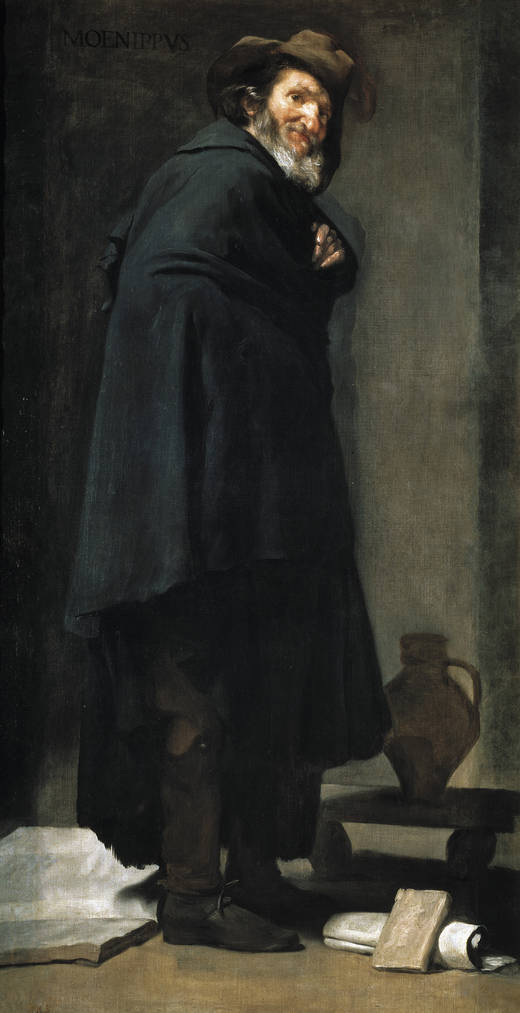
Menipo, de Diego de Velázquez.

Menipo de Gadara (Μένιππος, siglo IV a. C.-siglo III a. C.) fue un filósofo de la escuela cínica y escritor griego.

## Biografía
Se considera habitualmente que es el inventor de la clase de sátira denominada en su honor sátira menipea, escrita alternando verso y prosa. Aunque su doctrina se ha clasificado como cínica, presenta rasgos cercanos al hedonismo. Se conocen muy pocos datos biográficos sobre su trayectoria vital. Natural de Gadara, en Celesiria, lugar natal del filósofo epicúreo Filodemo y del epigramático Meleagro, fue esclavo, según afirma Acaico en sus Morales; Diocles de Magnesia agregó que su amo fue póntico y se llamó Bato; libertado, se naturalizó tebano y se enriqueció con la usura, pero perdió todo su dinero; el poco fiable Diógenes Laercio le atribuye una muerte por suicidio y varias obras que él mismo califica de atribución insegura y "llenas de chocarrerías, como las de Meleagro, coetáneo suyo", a saber, Funerarias, Testamentos, Cartas elegantes, En persona de los dioses, A los físicos, matemáticos y gramáticos, La generación de Epicuro, La supersticiosa celebración epicúrea del día vigésimo del mes, todas perdidas y de las cuales no subsisten sino fragmentos.
En sus diatribas cínicas de crítica moral y social mezcló la prosa y el verso y los registros serio y cómico. Su obra fue lo bastante significativa como para inspirar las Sátiras menipeas del escritor romano Marco Terencio Varrón y servir de personaje e inspiración a escritores de diálogos satíricos como Luciano de Samosata en sus Diálogos de los muertos, el Icaromenipo y otras obras. Erasmo de Róterdam lo empleó alguna vez como personaje; Bartolomé Leonardo de Argensola también en su diálogo Menipo litigante, donde se critica la profesión de abogado. Velázquez lo recreó de cuerpo entero, vestido de mendigo pícaro, y con aire desafiante, desengañado del saber y de las vanidades y posesiones mundanas, en uno de sus cuadros.